# Acalypha colombiana
Acalypha colombiana là một loài thực vật có hoa trong họ Đại kích. Loài này được Cardiel mô tả khoa học đầu tiên năm 1995.